# 永井真理子
永井 真理子（ながい まりこ、本名：廣田 真理子（ひろた まりこ、旧姓：永井）、1966年12月4日 - ）は、日本の女性歌手。
静岡県御殿場市出身。麗澤瑞浪高等学校、日本女子体育短期大学保育科卒業。

## 来歴
実家は静岡県御殿場市で美容室を営んでいたが、父が病気であったことや家庭を思い、美容室を継ぐか迷っていた。しかし母により、広い世界を見てそれから自身の人生を選択するように助言され、子供が好きなこともあり、まずは保育士を目指して短大進学とともに上京する。
都内での暮らしは楽なものではなかったが、自身には夢があり、そのような暮らしは苦にならなかったという。短大では音楽活動もしたいと思っており、知り合いの紹介で中央大学のバンド「WIZARD」にコーラスとして加わる。やがて「WIZARD」のボーカルが辞め、ボーカルを務める。このバンドでの経験により、音楽の世界に魅せられその活動に没頭した。後に「WIZARD」は解散。
音楽を諦められず、自ら後に契約することになるファンハウス（現：アリオラジャパン）へデモテープを持参。デモテープを聴いた同社の音楽関係者から好感触を得て、通っていた短大の学園祭で、自身のライブを見てもらうことになる。即席のバンド「Dance」を結成、ライブを行ったが、この中には後に永井に多くの楽曲を提供することになる前田克樹の姿があった。ライブ翌日に音楽関係者から連絡があり、デビューを前提にアルバム『上機嫌』の制作を行う。短大は辞めずレコーディングなどを行い、短大卒業後の1987年にファンハウスから「Oh, ムーンライト」でデビュー。
デビュー後の1980年代後半から1990年代前半にかけ、ボーイッシュな雰囲気で人気を得て、「ミラクル・ガール」（1989年）、「ZUTTO」（1990年）など多くのヒット曲を生んだ。
1991年、『第42回NHK紅白歌合戦』（NHK）に初出場、紅組の9組目で「ZUTTO」を披露。
1992年8月2日、日本人女性アーティストとして初の横浜スタジアムでのライブを開催。
翌1993年7月31日も同スタジアムでライブを開催。そのライブ公演2回目のアンコールの際、ステージ上でツアーバンド「Hysteric Mama」のギタリスト・廣田コージ（COZZi）と婚約したことを発表。このライブの模様はWOWOWで生中継された。
1993年10月13日、 東京ユニオン・チャーチで結婚式を挙げる。
1994年6月から日中共同制作ドラマ『大地の子』（NHK）中国ロケに参加。9月、エッセイ『野望の大陸』（集英社）を発表。
1996年、第1子となる長男を出産、約一年半の活動休止。
1997年に東芝EMIに移籍し、活動再開。
1998年大晦日、スペースワールドで行われたザッツ・カウントダウンライブのメインステージに立つ。
2003年、家族と共にシドニーに移住、自主レーベル「BLUE TONGUE」を発足。
ドラマ『タイヨウのうた』（TBS）で沢尻エリカが演じる雨音薫が劇中で歌う「Stay with me」の作詞を行う。
2013年、家族と共に日本へ帰国。
御殿場にある実家の美容室は現在閉店しており、跡地にはTOKAIコミュニケーションズ御殿場支店がある。
2017年6月24日、デビュー30周年を記念して2006年以来、実に11年ぶりとなる新曲及びミニ・アルバム『Life is beautiful』を自身のデビュー日にあたる7月22日に配信限定リリース。10月には東京・Last Waltz by shiosaiにてスペシャルライブを開催されるなど本格的に歌手活動を再開することが決定した。
2020年4月4日、25年ぶりのラジオ番組『永井真理子のOrange Room』（K-mix）放送開始。同年11月、放送終了。

## 人物
初めて買ったレコードは志村けんの「東村山音頭」。中学・高校と剣道をやっていた。短大卒業時に幼稚園教員の免許状を取得。デビュー当時、スタジオで収録をしているとき、声が出ないときはスタジオの周りを走っていた。以前にリスザルと猫飼っていて、リスザルの名前はゴンゾウ。猫の名前は五百円。
オーストラリア移住は、新しい自分を見つけたく、音楽的に新たな刺激を求めて色々なものを取り入れたかったというためのことだったが、デビュー当時から勢いがあった記憶にさいなまれ、「歌手として勉強が足りなかったんじゃないか?」という後悔の方が大きくなり、歌うことも声を出すことも怖くなって音楽から離れたという。10年ぶりに日本へ帰国しても音楽活動を再開できずにいたが、自身のブログにファンから復活を望む声が寄せられたこともあって心境に変化が生まれ、同世代の岸谷香からも励まされたことで、再起して活動を再開することになった。

## エピソード
数多の楽曲提供を受けた辛島美登里とは同じレコード会社に所属（ファンハウス→東芝EMI。所属時期は異なる）。辛島は所属事務所も永井が所属していたエムエス・アーティスト・プロダクツ（MSAP）に移籍して一緒になっている。後にMSAPを辞めたが、辛島は現在も所属。永井が辞めたことで担当マネージャーも辛島の担当に替わる。辛島とともにアニメ『YAWARA!』主題歌を担当。NHK-FMの初のラジオライブ『JAPAN LIVE '91』の第1回目のアーティストとして参加。また、2024年3月発売の辛島のアルバム「Coral」では、かつて彼女に提供された「Keep On "Keeping On"」及び「シロツメクサ」の2曲で共演している。
フジテレビ系『邦ちゃんのやまだかつてないテレビ』で結成したやまだかつてないバンド（やまだかつてないWinkとは別）でコーラスを担当。
武田鉄矢とは11親等離れた親戚（武田の父方）。

## ディスコグラフィー

### シングル
|      | 発売日         | タイトル                        | 規格   | 規格品番    | 最高順位 |
| ---- | -------------- | ------------------------------- | ------ | ----------- | -------- |
| 1st  | 1987年7月22日  | Oh, ムーンライト                | EP     | 07FA-1121   |          |
| 1st  | 1987年7月22日  | Oh, ムーンライト                | CT     | 10FC-1121   |          |
| 2nd  | 1987年11月25日 | 瞳・元気                        | EP     | 07FA-1140   |          |
| 2nd  | 1987年11月25日 | 瞳・元気                        | CT     | 10FC-1140   |          |
| 3rd  | 1988年4月1日   | Brand-New Way                   | 8cmCD  | 10FD-5003   |          |
| 3rd  | 1988年4月1日   | Brand-New Way                   | EP     | 07FA-5003   |          |
| 3rd  | 1988年4月1日   | Brand-New Way                   | CT     | 10FC-5003   |          |
| 4th  | 1988年7月1日   | ロンリイザウルス                | 8cmCD  | 10FD-5020   | 60位     |
| 4th  | 1988年7月1日   | ロンリイザウルス                | EP     | 07FA-5020   | 60位     |
| 4th  | 1988年7月1日   | ロンリイザウルス                | CT     | 10FC-5020   | 60位     |
| 5th  | 1988年9月27日  | 自分についた嘘                  | 8cmCD  | 10FD-5041   | 44位     |
| 5th  | 1988年9月27日  | 自分についた嘘                  | EP     | 07FA-5041   | 44位     |
| 5th  | 1988年9月27日  | 自分についた嘘                  | CT     | 10FC-5041   | 44位     |
| 6th  | 1988年12月21日 | Fight!                          | 8cmCD  | 10FD-5065   | 64位     |
| 7th  | 1989年4月7日   | Ready Steady Go!                | 8cmCD  | 00FD-4003   | 16位     |
| 7th  | 1989年4月7日   | Ready Steady Go!                | CT     | 00FC-4003   | 16位     |
| 8th  | 1989年7月1日   | TIME -Song for GUNHED-          | 8cmCD  | 00FD-4015   | 32位     |
| 9th  | 1989年10月1日  | ミラクル・ガール                | 8cmCD  | 00FD-4022   | 9位      |
| 9th  | 1989年10月1日  | ミラクル・ガール                | CT     | 00FC-4022   | 9位      |
| 10th | 1990年3月1日   | White Communication -新しい絆-  | 8cmCD  | FHDF-1011   | 6位      |
| 10th | 1990年3月1日   | White Communication -新しい絆-  | CT     | FHSF-1011   | 6位      |
| 11th | 1990年6月20日  | 23才                            | 8cmCD  | FHDF-1031   | 19位     |
| 11th | 1990年6月20日  | 23才                            | CT     | FHSF-1031   | 19位     |
| 12th | 1990年10月24日 | ZUTTO                           | 8cmCD  | FHDF-1056   | 2位      |
| 12th | 1990年10月24日 | ZUTTO                           | CT     | FHSF-1056   | 2位      |
| 13th | 1991年4月24日  | ハートをWASH!                   | 8cmCD  | FHDF-1056   | 4位      |
| 13th | 1991年4月24日  | ハートをWASH!                   | CT     | FHSF-1080   | 4位      |
| 14th | 1991年8月21日  | 愛こそみんなの仕事/私の中の勇気 | 8cmCD  | FHDF-1112   | 9位      |
| 14th | 1991年8月21日  | 愛こそみんなの仕事/私の中の勇気 | CT     | FHSF-1112   | 9位      |
| 15th | 1991年11月25日 | やさしくなりたい                | 8cmCD  | FHDF-1131   | 5位      |
| 15th | 1991年11月25日 | やさしくなりたい                | CT     | FHSF-1131   | 5位      |
| 16th | 1992年4月22日  | YOU AND I                       | 8cmCD  | FHDF-1170   | 7位      |
| 17th | 1992年7月17日  | 泣きたい日もある                | 8cmCD  | FHDF-1197   | 20位     |
| 18th | 1992年10月14日 | chu-chu♥                        | 8cmCD  | FHDF-1224   | 6位      |
| 19th | 1993年2月10日  | 大きなキリンになって            | 8cmCD  | FHDF-1248   | 17位     |
| 20th | 1993年4月28日  | HYSTERIC GLAMOUR 2              | 8cmCD  | FHDF-1274   | 37位     |
| 21st | 1993年7月21日  | We are OK!                      | 8cmCD  | FHDF-1301   | 26位     |
| 22nd | 1993年10月27日 | my sweet days                   | 8cmCD  | FHDF-1330   | 21位     |
| 23rd | 1994年4月27日  | Cherry Revolution               | 8cmCD  | FHDF-1375   | 42位     |
| 24th | 1994年7月6日   | 日曜日が足りない                | 8cmCD  | FHDF-1407   | 48位     |
| 25th | 1994年11月9日  | きれいになろう                  | 8cmCD  | FHDF-1425   | 43位     |
| 26th | 1995年2月1日   | おいでよ Smile World            | 8cmCD  | FHDF-1443   | 45位     |
| 27th | 1995年3月25日  | KISS ME                         | 8cmCD  | FHDF-1468   | 58位     |
| 28th | 1995年7月21日  | 飛べない Big Bird               | 8cmCD  | FHDF-1492   |          |
| 29th | 1997年7月9日   | 真夏のイヴ                      | 8cmCD  | TODT-5021   | 38位     |
| 30th | 1997年12月10日 | 私を探しにゆこう                | 8cmCD  | TODT-5057   | 95位     |
| 31st | 1998年7月8日   | うた                            | 8cmCD  | TODT-5171   |          |
| 32nd | 2000年7月19日  | かたちのないものが好き          | 12cmCD | TOCT-4222   | 90位     |
| 33rd | 2000年11月8日  | あなたのそばにいて              | 12cmCD | TOCT-4245   |          |
| 34th | 2002年1月30日  | 同じ時代                        | 12cmCD | TOCT-4346   |          |
| 35th | 2018年7月26日  | ORANGE                          | 12cmCD | MN-19870722 |          |
| 36th | 2018年12月1日  | 僕らのBig Power                 | 12cmCD | MN-19661204 |          |

### アルバム
| 収録曲                                      |
| Brand-New Way                               |
| Cherry Revolution                           |
| one step closer                             |
| ZUTTO                                       |
| 日曜日が足りない                            |
| Say Hello                                   |
| 3D Nightへおいで                            |
| ハートをWASH!                               |
| 少年                                        |
| 好奇心                                      |
| 私の中の勇気 ～アコースティックバージョン～ |

| 収録曲           |
| 23才             |
| LOVE MEAL        |
| ピンクの魚よ     |
| レインボウ       |
| ワイルドで行こう |
| Miracle Girl     |
| 夜空にのびをして |
| うた             |
| Why Why Why      |
| Dear my friend   |
| La-La-La         |

### 映像作品
|                             | 発売日                                              | タイトル                              | 規格                           | 規格品番                        | 最高順位       |
| ライブ・ビデオ              | ライブ・ビデオ                                      | ライブ・ビデオ                        | ライブ・ビデオ                 | ライブ・ビデオ                  | ライブ・ビデオ |
| --------------------------- | --------------------------------------------------- | ------------------------------------- | ------------------------------ | ------------------------------- | -------------- |
|                             | 1989年10月1日                                       | miracle girl tour '89                 | LD                             | SM045-3380、FHLF-1090（再発売） |                |
| VHS                         | 1989年10月1日                                       | miracle girl tour '89                 | 00FE-7108、FHVF-1080（再発売） |                                 |                |
| 1991年11月20日              | WASH! WASH! WASH! MARIKO NAGAI HEART BEAT TOUR 1991 | LD                                    | FHLF-1046                      |                                 |                |
| 1991年11月20日              | WASH! WASH! WASH! MARIKO NAGAI HEART BEAT TOUR 1991 | VHS                                   | FHVF-1046                      |                                 |                |
| 1992年12月4日               | 1992 Live in Yokohama Stadium                       | LD                                    | FHLF-1070                      |                                 |                |
| 1992年12月4日               | 1992 Live in Yokohama Stadium                       | VHS                                   | FHVF-1070                      |                                 |                |
| 2004年7月28日               | ライブ帝国                                          | DVD                                   | DEBP-13029                     |                                 |                |
| ミュージック・ビデオ        |                                                     |                                       |                                |                                 |                |
|                             | 1990年6月1日                                        | SHOOT VISUAL IMAGES FROM “CATCH BALL” | LD                             | FHLF-1003                       |                |
| VHS                         | 1990年6月1日                                        | SHOOT VISUAL IMAGES FROM “CATCH BALL” | FHVF-1003                      |                                 |                |
| 1990年10月1日               | MIRACLE GIRL                                        | VSD                                   | FHFF-1001                      |                                 |                |
| 1991年7月25日               | Wash & Wish MARIKO THE MUSIC CLIPS                  | LD                                    | FHLF-1041                      |                                 |                |
| 1991年7月25日               | Wash & Wish MARIKO THE MUSIC CLIPS                  | VHS                                   | FHVF-1041                      |                                 |                |
| 1993年10月27日              | OPEN ZOO GOOD! 1993                                 | LD                                    | FHLF-1085                      |                                 |                |
| 1993年10月27日              | OPEN ZOO GOOD! 1993                                 | VHS                                   | FHVF-1085                      |                                 |                |
| 1995年4月12日               | KISS ME KISS ME KISS YOU                            | LD                                    | FHLF-1104                      |                                 |                |
| 1995年4月12日               | KISS ME KISS ME KISS YOU                            | VHS                                   | FHVF-1104                      |                                 |                |
| ライブ/ミュージック・ビデオ |                                                     |                                       |                                |                                 |                |
|                             | 1996年9月21日                                       | The Best of Clips                     | LD                             | FHLF-1114                       |                |
| VHS                         | 1996年9月21日                                       | The Best of Clips                     | FHVF-1114                      |                                 |                |

### ライブ
| 公演年                                          | ツアータイトル | 公演情報 |
| ----------------------------------------------- | --- | --- |
| 1987年                                          | First Contact | 7/26 名古屋ハートランド、7/31 新宿スペース108                                                                            |
|                                                 | 上機嫌届けたい | 9/13 名古屋ハートランド、9/15 渋谷エッグマン                                                                             |
| 1988年                                          | Heart Beat Live '88 "Energy Report" | 3/26 日本青年館（初ホール）含む全５公演                                                                                  |
| 1988年                                          | Heart Beat Tour '88 ”元気一発HeartがDance” | 9/17 日比谷野音 |
| 1988年                                          | Heart Beat Tour '88 - '89 | 初の全国ツアー 11/15 道新ホール～ 全27公演                                                                               |
| 1989年                                          | Heart Beat Tour "MIRACLE GIRL" | 5/9 大宮市民会館～ 東京厚生年金会館4日間含む33か所                                                                       |
| 1989年                                          | Heart Beat Tour ’89 "MIRACLE ENGINE" | 11/1, 11/2 日本武道館3days LIVE含む 全国ツアー32本                                                                       |
| 1990年                                          | Heart Beat Tour ’90 "Catch Ball Tour" | 5/9 習志野文化ホール～ 日本武道館2days、大阪城ホール、名古屋レインボーホール含む全42公演                                 |
| 1990年                                          | Heart Beat Tour ’90-’91 “SPINNING WHEEL” | 11/27 野田市文化会館～ 全国40公演                                                                                        |
| 1991年                                          | Heart Beat Tour ’90-’91 “SPINNING WHEEL” | 11/27 野田市文化会館～ 全国40公演                                                                                        |
| Heart Beat Tour '91 Special "Wash! Wash! Wash!" | 7/27 富士急コニファーフォレスト、8/9 名古屋城深井丸 | |
| Heart Beat Tour ’91～’92 “WASHING”              | 9/28 三郷市文化会館～ 全国ツアー52公演 | |
| Heart Beat Tour ’91～’92 “WASHING”              | 9/28 三郷市文化会館～ 全国ツアー52公演 | 1992年 |
| 1992 Live in Yokohama Stadium                   | 8/2 横浜スタジアム公演 Histeric Mama Gt：廣田 コージ Ba：エンリケ Dr：松本 淳 Pf：小野沢 篤 Key：林 真史 Histeric Papa Tp：兼崎 順一 Tp：鈴木 孝一 Tb：吉田 俊之 Sax：包国 充 | |
| 1993年                                          | Club House Circuit "Small Open Zoo" | 2/20,21 名古屋ダイアモンドホール、2/23,24 大阪城ウォーホール、2/27,28 渋谷ON AIR                                         |
| 1993年                                          | Mariko Nagai With Hysteric Mama Concert Tour 1993 "Open Zoo" | 3/25 戸田市文化会館～ 全国ツアー33公演                                                                                   |
| 1993年                                          | Mariko Nagai With Hysteric Mama "Big Open Zoo" | 7/31 横浜スタジアム |
| 1994年                                          | CONCERT TOUR 1994 “Love Eater” | 6/8 浦安市文化会館～ 全国ツアー25公演                                                                                    |
| 1995年                                          | CONCERT TOUR 1995 "KISS ME KISS ME" | 7/15 渋谷ON AIR EAST～ 全国９か所で行う                                                                                  |
| 1998年                                          | コンサートツアー’98「You're…」 | 大阪UMEDA HEAT BEAT、名古屋ダイアモンドホール、東京赤坂BLITZ                                                             |
| 2004年                                          | LIVE "AIR" 2004 | 渋谷egg man 2days |
| 2006年                                          | Premium Live 2006 "Sunny Side Up" | 4/22,23 原宿FAB BAND Gt：Cozzi Gt：藤野 翔之 Ba：阿比留 淳司 Key：林”マッシー”真史 Dr：TOSHI NAGAI                       |
| 2006年                                          | Premium Live 2006 Sunny Side Up-アコースティックライブ | 4/28,29 吉祥寺 PlanetK OA 吉岡 ひろゆき BAND Gt：Cozzi Gt：藤野 翔之 Ba：阿比留 淳司 Key：林”マッシー”真史 Dr：大久保 太 |

### 作品提供

#### 作詞
- Kaoru Amane（沢尻エリカ）『Stay with me』
- Dorothy Little Happy 『ASIAN STONE』他多数

## 書籍

### バンドスコア
- Tobikkiri　1988年10月20日
- 大好き　1988年3月20日
- Miracle Girl　1989年6月20日
- Catch Ball　1990年6月20日
- Washing　1991年7月20日

### ムック
- 『Miracle girl Mariko Nagai book』、CBS・ソニー出版、1989年5月、ISBN 978-4789704403
- 『永井真理子 1987 - 1991 File book of Mariko Nagai』、ソニー・マガジンズ、1992年3月、ISBN 978-4789707527
- 『永井真理子ファイル 1987 - 1991 and more』、ソニー・マガジンズ、1994年7月、ISBN 978-4789709033

### 写真集
- 『Open zoo-m : Mariko Nagai』、1993年9月、ソニー・マガジンズ、ISBN 978-4789708425

### エッセイ
- 『野望の大陸』、1994年9月、集英社、ISBN 978-4087802078

## 出演

### テレビ
- 邦ちゃんのやまだかつてないテレビ（1989年 - 1992年、フジテレビ）
- あの日の僕をさがして（1992年、TBS） - 森田千秋 役
- 大地の子（1995年、NHK） - 張玉花（松本あつ子）役

他多数

### NHK紅白歌合戦出場歴
| 年度/放送回              | 回 | 曲目  | 出演順 | 対戦相手     |
| ------------------------ | -- | ----- | ------ | ------------ |
| 1991年（平成3年）/第42回 | 初 | ZUTTO | 09/28  | チェッカーズ |

注意点
- 出演順は「出演順/出場者数」で表す。

### CM
- 明治製菓 メイビー（1989年）
- シャープ ヘッドフォンステレオ「Piu」（1989年 - 1990年）
- 明治乳業（現：明治） ブルガリアヨーグルト フルーツ&プレーン（1989年 - 1990年）
  - CMソングには「やさしくなりたい」が使用された。
- 日立マクセル カセットテープ「UD」
- オッペン化粧品（1998年） - 企業CM

### ラジオ
- KIDS ALIVE （NHK-FM）
- FMリクエストアワー（NHK-FM）
- ミュージック・スクエア（1990年4月 - 1993年3月、NHK-FM）
- Japanese Golden Pops （NHK-FM）
- 永井真理子のときめきハートビートクラブ（TBSラジオ）
- 永井真理子のポップン・ルージュ（TBSラジオ）
- 永井真理子 POP SPIRITS!（TBSラジオ）
- SURF & SNOW（TBSラジオ）
- 永井真理子のぺきんぱパーティ（CBCラジオほか）
- 永井真理子のLife is Beautiful（2018年5月6日、ABCラジオ 日曜スペシャル枠）
- 永井真理子のDebutお元気予報（1988年〜1989年3月、KBCラジオ）※黒崎デビュー1社提供
- 永井真理子のゲーム気分でエンジョイタイム（FM北海道）
- 永井真理子 OPEN ZOO（TOKYO FM系列フルネット）
- 永井真理子 KISS ME KISS YOU（FM OSAKAほか7局ネット、一部期間のみ8局ネット）
- 永井真理子のOrange Room（2020年4月4日 - 11月28日、K-mix）

### ゲーム
- 天外魔境 ZIRIA（PCエンジン ） - 声優として出演。村娘マリコ役

## 関連人物
- 亜伊林
- 根岸貴幸
- 前田克樹 - 永井がプロデビューするきっかけとなった「One Step Closer」や「私の中の勇気（作詞永井真理子）」等、数多くの名曲を作歌している。
- 渡瀬マキ（LINDBERG） - 互いにデビュー前からの知り合いで、2020年に共通の友人の久宝留理子と3人で食事をしたときの写真が公開され話題になった。また、2023年に二人で食事をしたことが永井のTwitterで紹介されている。
- 久宝留理子 - デビュー前から渡瀬マキと共通の友人。
- 馬場孝幸
- 佐野元春
- 中村正人
- 辛島美登里
- 陣内大蔵
- 松本隆
- COZZi（廣田コージ）